# Assedio di Pavia (489-490)
L’assedio di Pavia del 489-490 è un episodio dello scontro in atto tra Teodorico, re degli Ostrogoti, e Odoacre per il controllo dell’Italia.

## Antefatti
Gli Ostrogoti, dopo essersi liberati dalla soggezione degli Unni ed essersi imposti come federati in Tracia e in Mesia, gravando con minacciosa turbolenza su Costantinopoli stessa, vennero dirottati dall’imperatore Zenone verso l’Italia sotto la guida del loro re amalo Teodorico, legittimato nell’impresa in quanto magister militum e patrizio dell’impero d’Oriente. Odoacre si vide così abbandonato da buona parte di quella stessa nobiltà che pure aveva favorito. Il sovrano degli Ostrogoti (al comando di circa 20 000/30 000 guerrieri, accompagnati da donne, vecchi e bambini) penetrò in Italia attraverso i passi della Alpi Giulie travolgendo, nel 489, le difese avversarie sull’Isonzo, per poi proseguire verso Verona, dove sconfisse nuovamente Odoacre, che si rifugiò a Ravenna. Teodorico non lo inseguì, ma puntò su Milano e la occupò. A Milano venne raggiunto da Epifanio, che gli portò la sottomissione di Pavia. Grazie alle conquiste, catturò molti seguaci di Odoacre, e anche il loro magister militum, un erulo di nome Tufa, che passò nelle file degli Ostrogoti. Tufa fu quindi da Teodorico messo a capo di un esercito e fu inviato contro Ravenna, ma intorno a Faenza Tufa si rimise agli ordini di Odoacre. Migliaia di Ostrogoti furono catturati e uccisi, e le sorti della guerra minacciarono di rovesciarsi. Quando Cremona e Milano vennero riconquistate da Tufa, Teodorico decise di asserragliarsi con le forze che gli erano rimaste a Pavia.

## L'assedio
Non sappiamo con esattezza perché Teodorico scelse Pavia (all’epoca chiamata ancora Ticinum) per resistere all’esercito guidato da Tufa, probabilmente le difese della città, ancora circondata da possenti mura di età romana, la presenza del Ticino, che non solo proteggeva il suo lato meridionale, ma permetteva l’afflusso di rifornimenti via nave, influenzarono la sua decisione. L’assedio creò, per gli abitanti di Pavia, una situazione assai dura di sopravvivenza e di convivenza con migliaia di Ostrogoti, ammassati per ogni dove e in ogni palazzo. In questa situazione, il vescovo Epifanio collaborò con Teodorico, riuscendo (anche grazie all’equilibrio del re Ostrogoto) a mantenere all’interno delle mura una coabitazione pacifica tra i cittadini e i nuovi occupanti. Scarse sono le informazioni che abbiamo sull’assedio, verosimilmente le forze di Tufa si limitarono a un blocco della città, mentre Teodorico preferì attendere al riparo delle fortificazioni l’evolversi della situazione, evitando uno scontro campale. Si ha invece notizia di frequenti piogge, che non poco disturbarono gli assedianti. Il re Ostrogoto trascorse in città tutto l’inverno, finché, nei primi mesi del 490 il re dei Visigoti Alarico II intervenne in suo aiuto. All’arrivo dell’esercito visigoto, Tufa fu costretto a levare l’assedio. Teodorico poté così riprendere la guerra contro Odoacre, che si concluse nel 493 a Ravenna, con la resa di Odoacre. Verosimilmente, anche grazie ai rapporti che si instaurarono durante l’assedio tra la città, e in particolare il suo vescovo Epifanio, e Teodorico e data anche la posizione ben difendibile di Pavia, collegata inoltre a Ravenna e all’Adriatico tramite le vie d’acqua, spinsero il sovrano ostrogoto a creare un palazzo Reale a Pavia (poi usati dai re longobardi e del regno d’Italia), facendo divenire così la città, insieme con Ravenna e Verona, una delle tre sedi del regno.